# Vuelta a España 1958
La 13.ª edición de la Vuelta a España se disputó del 30 de abril al 15 de mayo de 1958, con un recorrido de 3250 km dividido en 16 etapas, dos de ellas dobles, con inicio en Bilbao y finalización en Madrid.
Participaron 100 corredores, repartidos en 10 equipos, de los que solo lograron finalizar la prueba 55 ciclistas.
Ni Loroño ni Bahamontes, las dos grandes figuras del ciclismo español de la época, rindieron al nivel esperado y fue el francés Stablinski quien se adjudicó la clasificación general cubriendo la prueba a una velocidad media de 32,248 km/h. 
Salvador Botella ganó la clasificación por puntos y Bahamontes la de la montaña. 
De las etapas disputadas, solo cinco fueron para corredores españoles.

## Etapas
| Etapa  | Recorrido                 | Km       | Ganador de la etapa    | Líder de la clasificación general |
| 1.ª    | Bilbao-San Sebastián      | 164      | Miguel Pacheco         | Miguel Pacheco                    |
| 2.ª    | San Sebastián-Pamplona    | 150      | Antonio Jiménez Quiles | José Herrero Berrendero           |
| 3.ª    | Pamplona-Zaragoza         | 245      | Pierino Baffi          | Hilaire Couvreur                  |
| 4.ª    | Zaragoza-Barcelona        | 229      | Rik Van Looy           | Jean Stablinski                   |
| 5.ª a  | Barcelona                 | 4 (CRE)  | Francia                | Jean Stablinski                   |
| 5.ª b  | Barcelona-Tarragona       | 119      | Rik Van Looy           | Jean Stablinski                   |
| 6.ª    | Tarragona-Valencia        | 263      | Rik Van Looy           | Daan de Groot                     |
| 7.ª    | Valencia-Cuenca           | 216      | Gilbert Desmet         | Daan de Groot                     |
| 8.ª    | Cuenca-Toledo             | 206      | Jean Stablinski        | Daan de Groot                     |
| 9.ª    | Toledo-Madrid             | 241      | Rik Van Looy           | Rik Van Looy                      |
| 10.ª   | Madrid-Soria              | 225      | Rik Van Looy           | Rik Van Looy                      |
| 11.ª   | Soria-Vitoria             | 167      | René Marigil           | Rik Van Looy                      |
| 12.ª   | Vitoria-Bilbao            | 169      | Fausto Iza             | Jean Stablinski                   |
| 13.ª a | Bilbao-Castro Urdiales    | 35 (CRI) | Jesús Loroño           | Jean Stablinski                   |
| 13.ª b | Castro Urdiales-Santander | 105      | Jean Graczyk           | Jean Stablinski                   |
| 14.ª   | Santander-Gijón           | 221      | Pierino Baffi          | Jean Stablinski                   |
| 15.ª   | Oviedo-Palencia           | 246      | Rik Luyten             | Jean Stablinski                   |
| 16.ª   | Palencia-Madrid           | 241      | Rik Luyten             | Jean Stablinski                   |

## Clasificaciones
En esta edición de la Vuelta a España se diputaron cinco clasificaciones que dieron los siguientes resultados:
| \| 1. \| Jean Stablinski \| Francia \| 94h 54' 21s \| \| \| 2. \| Pasquale Fornara \| Italia \| a 2' 51s \| \| \| 3. \| Fernando Manzaneque \| España \| a 3' 01s \| \| \| 4. \| Hilaire Couvreur \| Bélgica \| a 5' 04s \| \| \| 5. \| Luis Otaño \| España \| a 10' 36s \| \| \| 6. \| Federico Martín Bahamontes \| España \| a 11' 39s \| \| \| 7. \| Julio San Emeterio \| España \| a 13' 16s \| \| \| 8. \| Jesús Loroño \| España \| a 16' 09s \| \| \| 9. \| Rik Luyten \| Bélgica \| a 28' 13s \| \| \| 10. \| Benigno Azpuru \| España \| a 33' 37s \| \| |                            |         |             |  |
| 1. | Jean Stablinski            | Francia | 94h 54' 21s |  |
| 2. | Pasquale Fornara           | Italia  | a 2' 51s    |  |
| 3. | Fernando Manzaneque        | España  | a 3' 01s    |  |
| 4. | Hilaire Couvreur           | Bélgica | a 5' 04s    |  |
| 5. | Luis Otaño                 | España  | a 10' 36s   |  |
| 6. | Federico Martín Bahamontes | España  | a 11' 39s   |  |
| 7. | Julio San Emeterio         | España  | a 13' 16s   |  |
| 8. | Jesús Loroño               | España  | a 16' 09s   |  |
| 9. | Rik Luyten                 | Bélgica | a 28' 13s   |  |
| 10. | Benigno Azpuru             | España  | a 33' 37s   |  |

| \| 1. \| Salvador Botella \| España \| 202 puntos \| \| 2. \| Rik Luyten \| Bélgica \| 264 puntos \| \| 3. \| Hilaire Couvreur \| Bélgica \| 265 puntos \| |                  |         |            |
| 1. | Salvador Botella | España  | 202 puntos |
| 2. | Rik Luyten       | Bélgica | 264 puntos |
| 3. | Hilaire Couvreur | Bélgica | 265 puntos |

| \| 1. \| Federico Martín Bahamontes \| España \| 70 puntos \| \| 2. \| Jesús Loroño \| España \| 47puntos \| \| 3. \| Hilaire Couvreur \| Bélgica \| 43 puntos \| |                            |         |           |
| 1. | Federico Martín Bahamontes | España  | 70 puntos |
| 2. | Jesús Loroño               | España  | 47puntos  |
| 3. | Hilaire Couvreur           | Bélgica | 43 puntos |

| \| 1. \| Vicente Iturat \| España \| 15 puntos \| |                |        |           |
| 1.                                                | Vicente Iturat | España | 15 puntos |

| \| 1. \| BÉLGICA \| Bélgica \| \| 280h 31' 50s \| |         |         |  |              |
| 1.                                                | BÉLGICA | Bélgica |  | 280h 31' 50s |